# Corsin Fontana
Corsin Fontana (* 19. April 1944 in Domat/Ems) ist ein Schweizer Künstler, der in den Bereichen Objektkunst, Zeichnung, Holzschnitt, Malerei, Film, Aktionskunst, Installation und Kunst am Bau arbeitet.

## Leben und Werk
Corsin Fontana arbeitete bis 1967 als Offsetdrucker. 1969 hielt er sich in der Cité Internationale des Arts Paris auf. Neben seiner Tätigkeit als Künstler war er Hirte auf einer Alm im Kanton Graubünden. Er reiste durch Nordafrika. Corsin Fontana ist Mitglied der Farnsburggruppe.
Zwischen 1966 und 1968 entstanden kleinformatige Aquarelle auf Papier. Ab 1973 nutzte Corsin Fontana Schweins- und Rindsblasen als Material, füllte diese mit Ton und stellte sie, nach mehreren weiteren Bearbeitungsschritten, getrocknet und geschrumpft aus. Anfang der 70er Jahre entstand die Werkgruppe der Papierobjekte. Fragile Skulpturen, Wand- und Bodenobjekte, die durch die Verwendung von Kaliumpermanganat eine braune Färbung annahmen. Nach den Serien Brenneisenbilder, Sonnenbelichtungen und Spinngewebeobjekte folgten Holzschnitte und dann, ab 1990, Kreis- und Ovalkonstellationen.
Corsin Fontana nimmt sich zwischen den verschiedenen Werkgruppen die Zeit, um sich neu zu orientieren und alte Muster abzulegen. In diesem Sinne steht jede Werkgruppe für sich und eine unnötige Produktion von Werkstücken bleibt aus.
Sein Werk ist eine Kombination aus Ästhetik und Naturbezug.

„Ich strebe Einfachheit und Kargheit an.“

Corsin Fontana wird vertreten durch die Tony Wuethrich Galerie und die Costa Galerie. Er lebt und arbeitet in Basel.

## Ausstellungen (Auswahl)

### Einzelausstellungen
- 2012: Painted Proofs. Museum zu Allerheiligen, Schaffhausen
- 2009: Corsin Fontana, Retrospektive. Bündner Kunstmuseum Chur
- 2008: Neue Zeichnungen. Museum für Gegenwartskunst Basel
- 1998: Zeichnung. Kunsthaus Baselland, Muttenz
- 1993: Dortmunder Kunstverein
- 1991: Kunsthalle Winterthur
- 1980: Kulturhaus Palazzo, Liestal

### Gruppenausstellungen
- 2009: Kunstpreis der Willy Raeber Stiftung, Valbella
- 2007: Eine Ausstellung zur Farnsburgergruppe Basel. Ausstellungsraum Klingental, Basel
- 2001: Impression, Expérimentation. Musée Jurassien des Arts, Moutier
- 1991: Kunsthalle Palazzo, Liestal
- 1989: Dimension Petit. Musée Cantonal des Beaux-Arts, Lausanne
- 1987: Sammlung Ute und Michael Berger, Skulpturen und Objekte. Museum Wiesbaden
- 1978: Basler Künstler. Kunstmuseum Thun
- 1977: Metamorphosen des Buches. documenta 6, Kassel
- 1974: Ambiente. Kunstmuseum Winterthur
- 1973: Galerie im Taxispalais, Innsbruck
- 1972: 11 Junge Basler. Kunsthalle Basel